# Chris Klein (calciatore)
Chris Klein (St. Louis, 4 gennaio 1976) è un ex calciatore statunitense, di ruolo centrocampista.

## Carriera

### Club
Dal 1994 al 1997, Klein ha giocato con la squadra dell'Università dell'Indiana, totalizzando 11 gol e 11 assist in 88 presenze.
Dopo la laurea, Klein è stato selezionato dai Kansas City Wizards nel draft del 1998.
Inizialmente ha trovato poco spazio in squadra, ma a partire dalla stagione del 1999 si è affermato come uno dei migliori centrocampisti della MLS. In quella stagione, Klein ha realizzato 6 goal (e 5 assist) in 24 partite.
Nel 2000 ha segnato nuovamente 6 reti (più 8 assist), aiutando i Wizards a vincere la MLS Cup.
Fino al 2004, Klein è stato un pilastro del centrocampo di Kansas City, poi un brutto infortunio lo ha tenuto a lungo lontano dal campo.
Nel 2005 ha disputato una grande stagione, tuttavia prima dell'inizio del campionato 2006, Klein viene ceduto al Real Salt Lake.
Il 21 giugno 2007, Klein è passato ai Los Angeles Galaxy in cambio del centrocampista Nathan Sturgis e dell'attaccante Robbie Findley.

### Nazionale
Il 25 ottobre 2000, Klein ha esordito con la nazionale in un match contro il Messico. In 23 presenze con gli Stati uniti ha realizzato 5 reti.

## Palmarès

### Competizioni nazionali
- MLS Supporters' Shield: 2

KC Wizards: 2000
Los Angeles Galaxy: 2010
- Campionato MLS: 1

KC Wizards: 2000
- Lamar Hunt U.S. Open Cup: 1

KC Wizards: 2004